# Mýa (album)
Mýa è il primo eponimo album discografico della cantante statunitense Mýa, pubblicato nell'aprile 1998.

## Tracce
1. What Cha Say – 3:55
2. Movin' On – 4:29
3. Baby It's Yours – 4:29
4. Keep On Lovin' Me – 3:46
5. It's All About Me (feat. Sisqó) – 4:26
6. If You Died I Wouldn't Cry Cause You Never Loved Me Anyway – 5:02
7. We're Gonna Make Ya Dance – 4:23
8. If You Were Mine – 4:17
9. Bye Bye (feat. Missy Elliott) – 4:05
10. Anytime You Want Me – 3:40
11. Don't Be Afraid – 4:46
12. My First Night with You – 5:38
13. Movin' On (Remix) (feat. Silkk the Shocker) – 4:30